# Herrenhaus Matzdorf

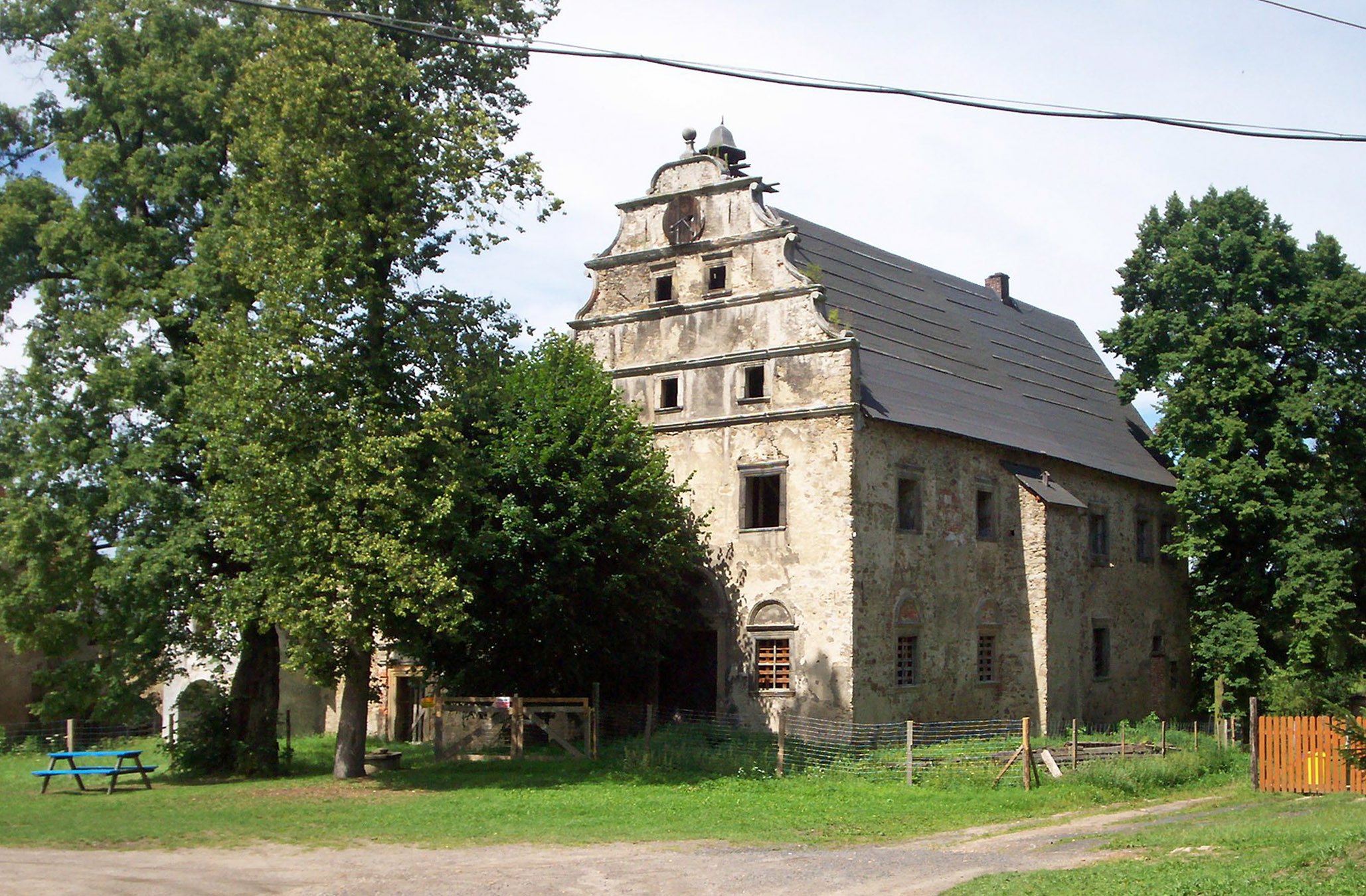
Herrenhaus Matzdorf

Das Herrenhaus Matzdorf (polnisch Straszny Dwór w Maciejowcu) ist ein Herrenhaus in Maciejowiec (deutsch Matzdorf) in der Stadt- und Landgemeinde Lubomierz (Liebenthal) in der Woiwodschaft Niederschlesien in Polen.

## Geschichte
Seit Ende des 15. Jahrhunderts war der Ort in Besitz der von Spiller. Nach einem Brand 1533 wurde der Bau zu einer kleinen Dreiflügelanlage erweitert. In den Jahren 1630 und 1648 wurde der Bau wieder umgebaut. Ab 1669 war Johann Sigismund von Reder, ab 1687 Balthasar von Hayn Eigentümer. Nach 1727 war das Herrenhaus in Besitz der von Zierotin und Lilgenau. Im Jahr 1757 erwarb es der Schmiedeberger Schleierhändler George Friedrich Smith. Nach mehreren weiteren Besitzerwechseln erwarb Johann Dolan 1829 das Gut und ließ das Schloss Matzdorf errichten. Das Herrenhaus wurde zur Gesindebehausung.
Nach dem Übergang Schlesiens an Polen 1945 infolge des Zweiten Weltkriegs wurde der Gebäudekomplex zunächst von Forstarbeitern bewohnt, verfiel aber seit den 1970ern zur Ruine. Nach 2008 wurde das Herrenhaus denkmalgerecht restauriert.

## Bauwerk
Das Schloss spiegelt nahezu unverändert das Erscheinungsbild des 16. Jahrhunderts wider. Die Dreiflügelanlage hat einen Innenhof, der von einer auf Renaissancepfeilern gewölbten Laube begleitet wird.